# Habrotrocha fuhrmanni
Habrotrocha fuhrmanni is een raderdiertjessoort uit de familie Habrotrochidae. De wetenschappelijke naam van deze soort is voor het eerst geldig gepubliceerd in 1914 door Heinis.